# Voo Iraqi Airways 163
O Voo Iraqi Airways 163 era um Boeing 737-270C, prefixo YI-AGJ, que foi sequestrado em 25 de dezembro de 1986, a caminho do Aeroporto Internacional Saddam de Bagdá para Amã, Jordânia. O voo 163 foi sequestrado por quatro homens. O pessoal de segurança da Iraqi Airways tentou parar os sequestradores, mas uma granada de mão foi detonada na cabine de passageiros, forçando a tripulação a iniciar uma descida de emergência. Outra granada de mão explodiu na cabine do piloto, fazendo com que a aeronave caísse perto de Arar, Arábia Saudita, onde se partiu em duas partes e pegou fogo.
Havia 106 pessoas a bordo e 60 passageiros e 3 membros da tripulação morreram. Os passageiros sobreviventes puderam contar às autoridades o que aconteceu na aeronave. O sequestro foi um dos mais mortíferos de todos os tempos e foi um dos muitos em 1985 e 1986.
Pouco depois do sequestro, o grupo pro-iraniano Organização da Jihad Islâmica (um nome amplamente usado para Hezbollah) assumiu a responsabilidade. Um dos sequestradores mortos foi posteriormente identificado pela Agência Central de Inteligência como um cidadão libanês chamado Ribal Khalil Jallul, cuja foto no passaporte foi comparada a um pôster de mártir do Hezbollah encontrado perto de uma mesquita em Beirute. O Iraque acusou o Irã por estar atrás do ataque.